# Sociedad Feminista Luz del Pichincha
Sociedad Feminista Luz del Pichincha (Light of Pichincha Feminist Society), var en kvinnoförening i Ecuador, grundad 1922.
Den tillhörde de första kvinnoorganisationerna i Ecuador och spelade en föregångsroll inom den begynnande kvinnorörelsen i Ecuador, där kvinnorörelsen i övrigt var svag. 
Föreningen grundades av María Angélica Idrobo och Zoila Ugarte de Landívar, en föregångspionjär inom feminismen i Ecuador och redaktören av landets första kvinnotidning La Mujer (1905). Ugarte blev föreningens första ordförande, och stödde kvinnors rätt till högre utbildning, ekonomisk självständighet och rätten att rösta, grundade en avgiftsfri skola och en nattskola för kvinnor och verkade för bättre förhållanden i kvinnofängelser. 
Ugarte representerade som ordförande för Sociedad Feminista Ecuador vid internationella organisationer som Internationella kvinnoförbundet för fred och frihet.
1930 bjöd föreningen under Ugarte in spanska feminister från Belén de Sárragas organisation för att tala på Instituto Nacional Mejía i Quito, och avslutade med en turné för kvinnors rättigheter runt Ecuador. 
Sociedad Feminista stödde kvinnlig rösträtt, men kampanjen var svag i Ecoador, där kvinnorörelsen var blygsam, och inte framgångsrik. Reformen infördes istället tack vare det juridiska precedensfall som genomfördes av Matilde Hidalgos individuella initiativ. 
Efter införandet av rösträtten 1929 övergick föreningens ledande plats i kvinnorörelsen till Alianza Femenina Ecuatoriana, som grundades för att lära kvinnor att använda de nya rättigheter de fått genom rösträttens införande, och stödde kvinnors politiska kandidaturer. 